# Granulocita

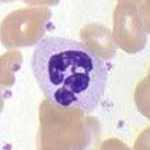
Granulocita neutrofilo

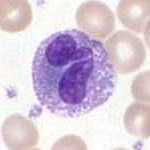
Granulocita eosinofilo

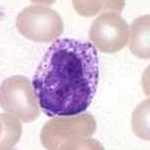
Granulocita basofilo

I granulociti sono un tipo di globuli bianchi. Sono così definiti poiché contengono delle granulazioni nel loro citoplasma dalle cui affinità tintoriali dipende la loro classificazione. Queste granulazioni assumono poco i coloranti acidi e basici nei neutrofili, mentre si colorano con coloranti acidi negli eosinofili e con quelli basici nei basofili. 

I granulociti sono anche detti leucociti nucleopolimorfi o polimorfonucleati (PML o PMN) per via della forma variabile del loro nucleo cellulare. La maggior parte dei granulociti presenti nel sangue sono neutrofili: in effetti, i termini "granulocita" e "neutrofilo" sono spesso usati in modo intercambiabile nella letteratura medica.

## Localizzazione
Percentuali di abbondanza nel sangue:
- Granulocita neutrofilo: 55-65%
- Granulocita eosinofilo: 4-8%
- Granulocita basofilo: <1%

I granulociti sono riscontrabili: nel midollo, come riserva che viene riversata in circolo al bisogno; nel sangue, come cellule circolanti; nei tessuti, dove migrano dal sangue per extravasazione leucocitaria, attirati da fattori chemiotattici rilasciati in caso di infezione. I granulociti una volta usciti dal circolo sanguigno non sono più in grado di rientrarvi, al contrario di quanto accade per i linfociti. Tra l'altro, i granulociti lasciato il sangue vanno incontro a morte per apoptosi in poche ore.

## Tipi di granulociti

### Granulociti neutrofili
I neutrofili sono cellule molto mobili dotate di attività fagocitaria, intervengono nelle fasi iniziali della risposta infiammatoria come costituenti del pus. Negli individui di sesso femminile possono presentare un nucleo con appendice di cromatina a bacchetta di tamburo, il cosiddetto "corpo di Barr" (cromosoma X).
Contengono vari enzimi idrolitici, perossidasi, lactoferrina, ed enzimi antibatterici quali fagocitina e lisozima; inoltre contengono enzimi in grado di degradare i mediatori dell'infiammazione (detriti, batteri, danni fisici). Una volta migrati nel tessuto infiammato e svolta la loro azione muoiono e insieme ai detriti cellulari e al materiale degradato costituiscono il pus.

### Granulociti eosinofili
Gli eosinofili sono cellule con nucleo in genere bilobato, e numerosi granuli con proprietà tintoriali acidofile (si colorano con coloranti acidi come l'eosina, da cui il nome eosinofili). I granuli contengono: idrolasi lisosomiali e perossidasi, nonché due proteine caratteristiche, la Proteina Basica Maggiore (MBP) e la Proteina Cationica degli Eosinofili (ECP), sostanze ad elevato potere citotossico nei confronti di batteri e di cellule in generale. Sembrano essere principalmente presenti nelle aree connettivali appartenenti all'intestino e delle vie respiratorie.
Gli eosinofili sono in grado di movimento e di attività fagocitaria, ma intervengono raramente in processi infiammatori e infettivi (ruolo svolto prevalentemente dai neutrofili), mentre si può dimostrare "eosinofilia" (ovvero un loro aumento di numero rispetto alle condizioni fisiologiche) in caso di risposte allergiche o di parassitosi (infestazioni da parassiti). Inoltre contengono l'istaminasi, un enzima che demolisce l'istamina (rilasciata dai granulociti basofili), frenando così i processi infiammatori.

### Granulociti basofili
I basofili hanno un nucleo bilobato o a forma di S, in genere oscurato dagli abbondanti granuli basofili che, colorandosi intensamente, impediscono di vedere distintamente il nucleo. I loro granuli contengono istamina, eparina, leucotrieni e vari enzimi quali perossidasi, fosfatasi acida, arilsolfatasi. Svolgono funzione analoga a quella dei mastociti (principale differenza tra i due tipi cellulari è la localizzazione: i mastociti sono infatti cellule residenti nei tessuti connettivi propriamente detti, soprattutto connettivi lassi). In seguito a stimolazione, che può essere sia aspecifica che specifica (mediata dal riconoscimento di specifici antigeni, soprattutto da parte delle IgE) vanno incontro ad una degranulazione massiva con liberazione di istamina, che determina vasodilatazione e un aumento della permabilità vasale. In genere la vasodilatazione è locale, ma in casi estremi può essere generalizzata: in questo caso si può avere uno shock anafilattico, che è caratterizzato da un brusco calo della pressione arteriosa.

## Granulocitopoiesi
Il processo che porta alla formazione dei granulociti viene definita granulocitopoiesi. Tutti i granulociti si sviluppano a partire dalla stessa cellula staminale mieloide di globuli rossi e piastrine, CFU-GEMM (unità formante colonie di granulociti, eritrociti, megacariociti e monociti). Questa cellula matura poi nella cellula staminale CFU-GM che, a sua volta, può dare vita ai granulociti e ai monociti mediante due distinte vie di differenziazione. La durata media della vita è di 12 giorni e durante questo tempo le cellule subiscono numerose modificazioni morfologiche (come la condensazione del nucleo, il suo cambio di forma e lo sviluppo dei diversi granuli) scandite da diversi stadi.

### Stadi di sviluppo
I granulociti vanno incontro a 5 stadi:
- Mieloblasto: cellula di 12-14 µm di dimensioni, presenta un nucleo molto voluminoso occupante la maggior parte del citoplasma. La presenza di ribosomi rende il citosol molto basofilo, non sono ancora presenti granulazioni e la cromatina è ancora dispersa.
- Promielocito: presenta delle dimensioni di circa 15-20 µm, una cromatina più aggregata e una basofilia citoplasmatica ridotta. Cominciano a comparire i granuli primari o azzurrofili.
- Mielocito: cellula di 12-18 µm, presenta una cromatina granulare quindi molto più addensata. Cominciano a comparire i granuli secondari (rosso-arancioni per l'eosinofilo, viola per il basofilo mentre il neutrofilo granuli senza colorazioni).
- Metamielocito: comincia l'incurvatura del nucleo con una forma a ferro di cavallo.
- Granulociti: stadio finale e maturo. Sono presenti lobature nucleari evidenti e colorazioni specifiche nei granuli.

I mieloblasti, promielociti e mielociti sono precursori adibiti ad amplificazione e differenziazione, i metamielociti sono senza capacità replicativa e possono solo maturare, i granulociti fanno parte del componente midollare di riserva. Restano nel midollo per 6-10 ore, poi entrano in circolo e nei tessuti connettivi dove svolgeranno la loro funzione nell'arco di 1-2 giorni, durata del loro ciclo vitale.